# Kněží hora (přírodní rezervace, okres Prostějov)
Kněží hora je přírodní rezervace poblíž obce Krumsín v okrese Prostějov. Oblast spravuje Krajský úřad Olomouckého kraje.

## Předmět ochrany
Důvodem ochrany je ostrůvek teplomilné a vlhkomilné květeny

## Vodstvo
Rezervací protéká potok Kleštínek.

## Fotogalerie

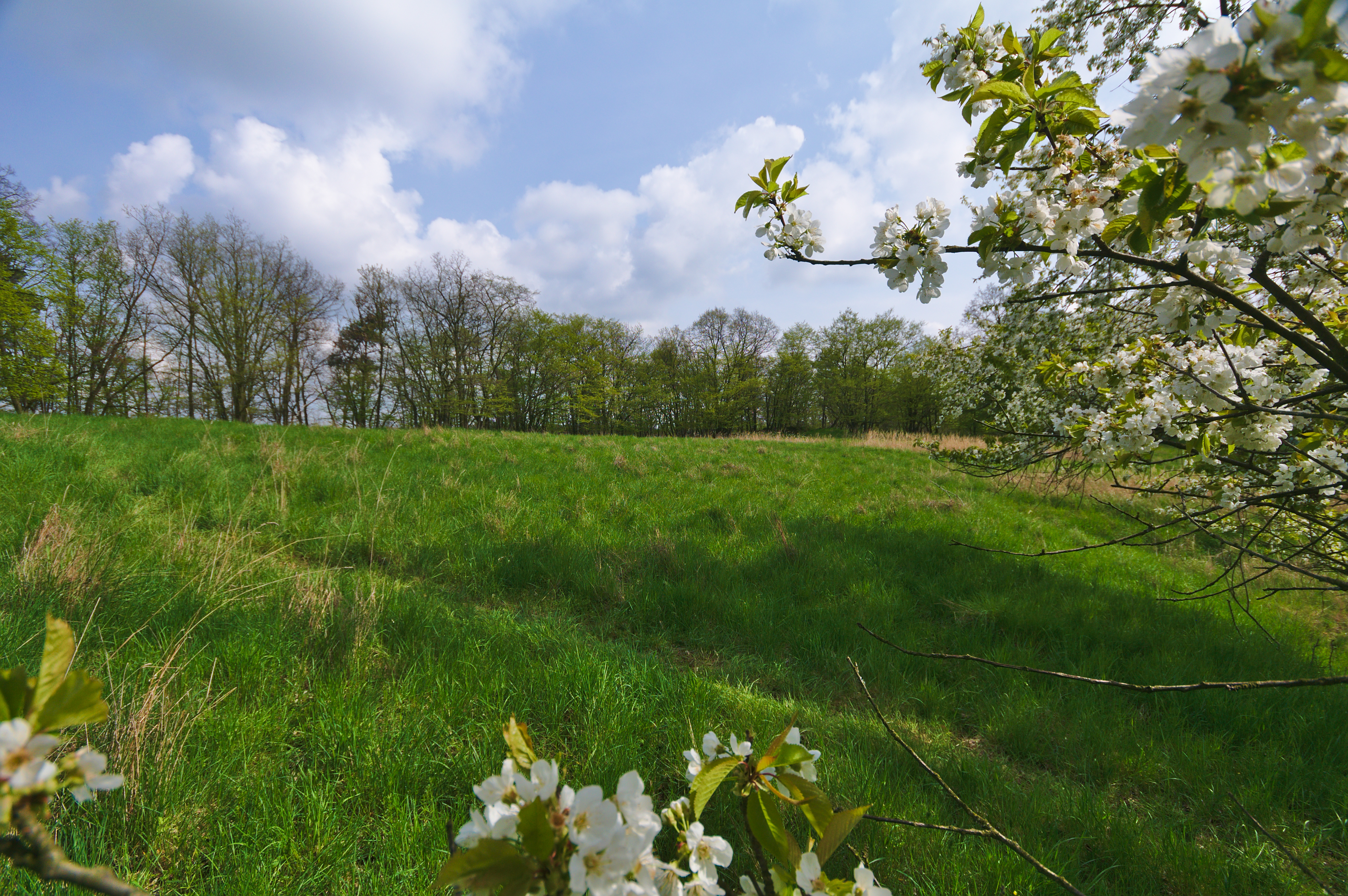
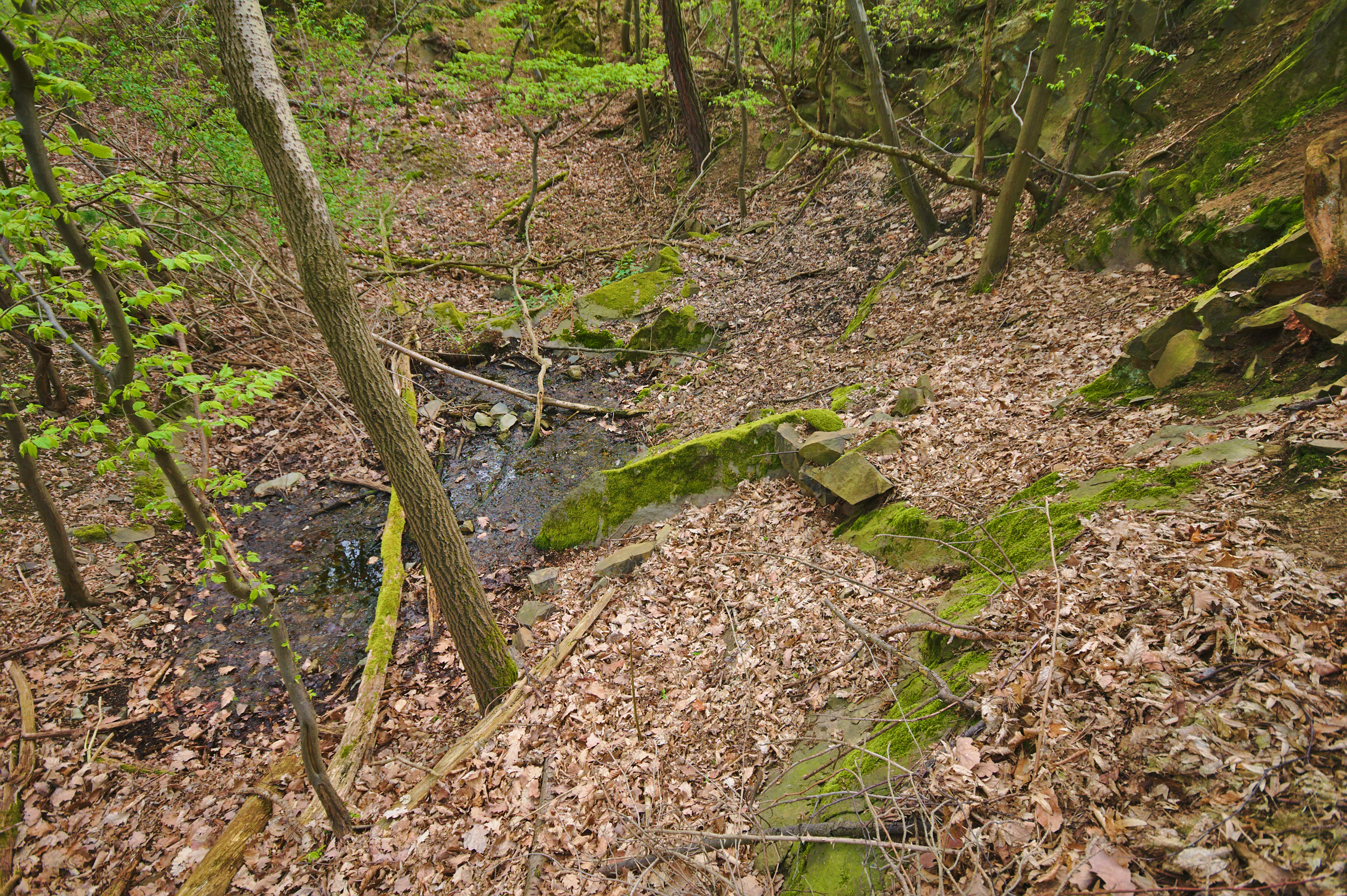
Bývalý lom s jezírkem
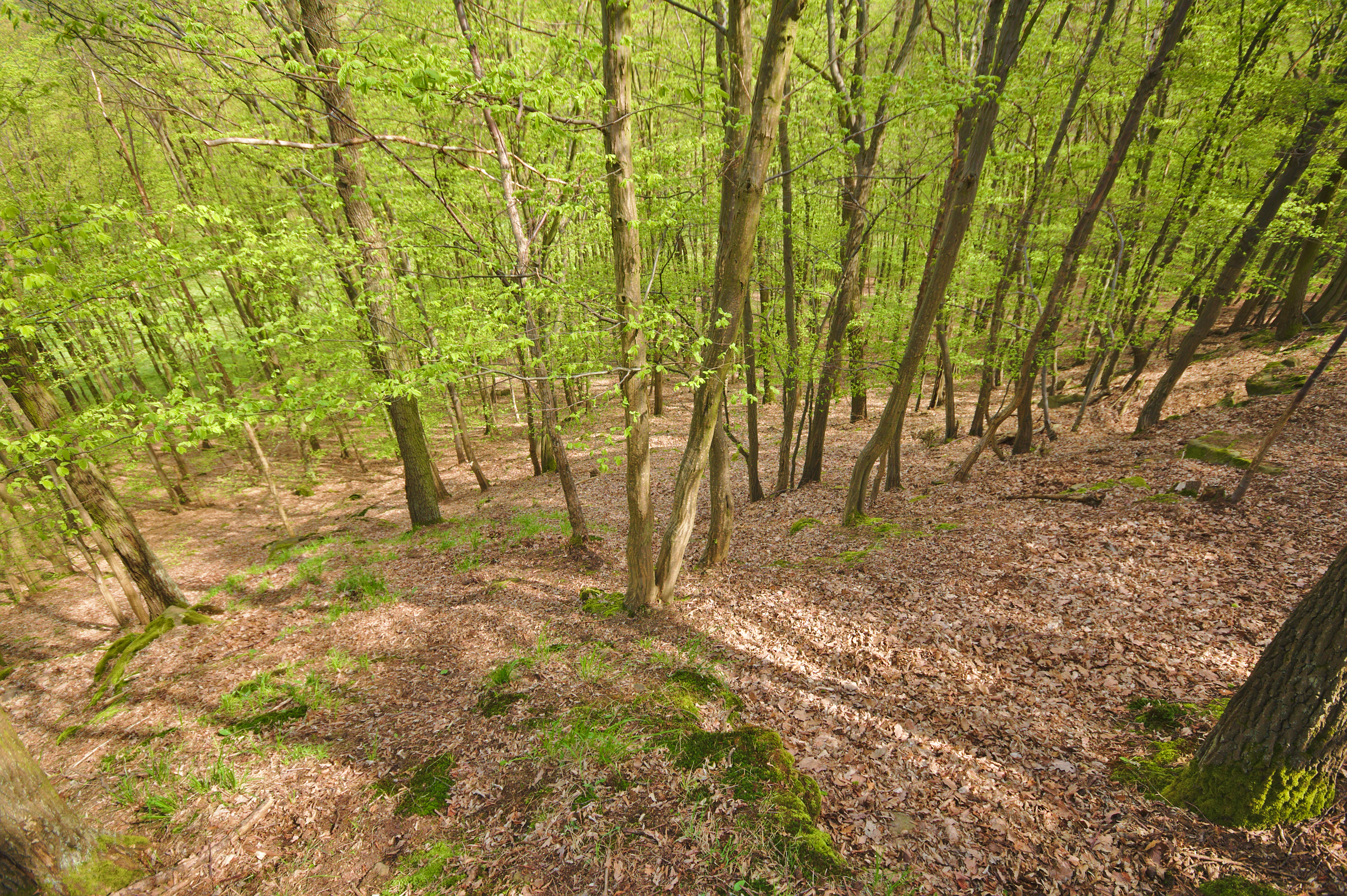
Lesní porost
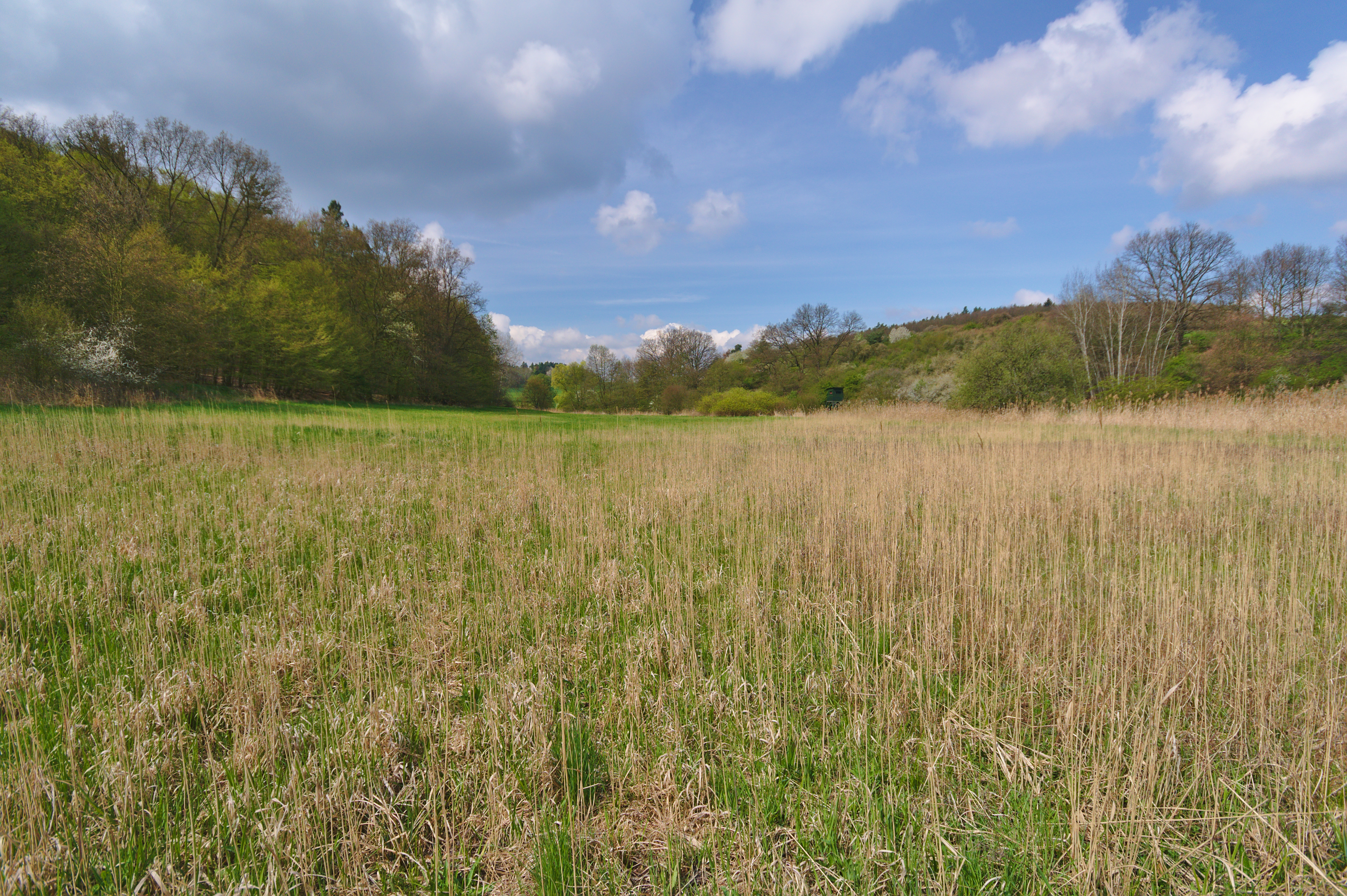
Mokřadní část
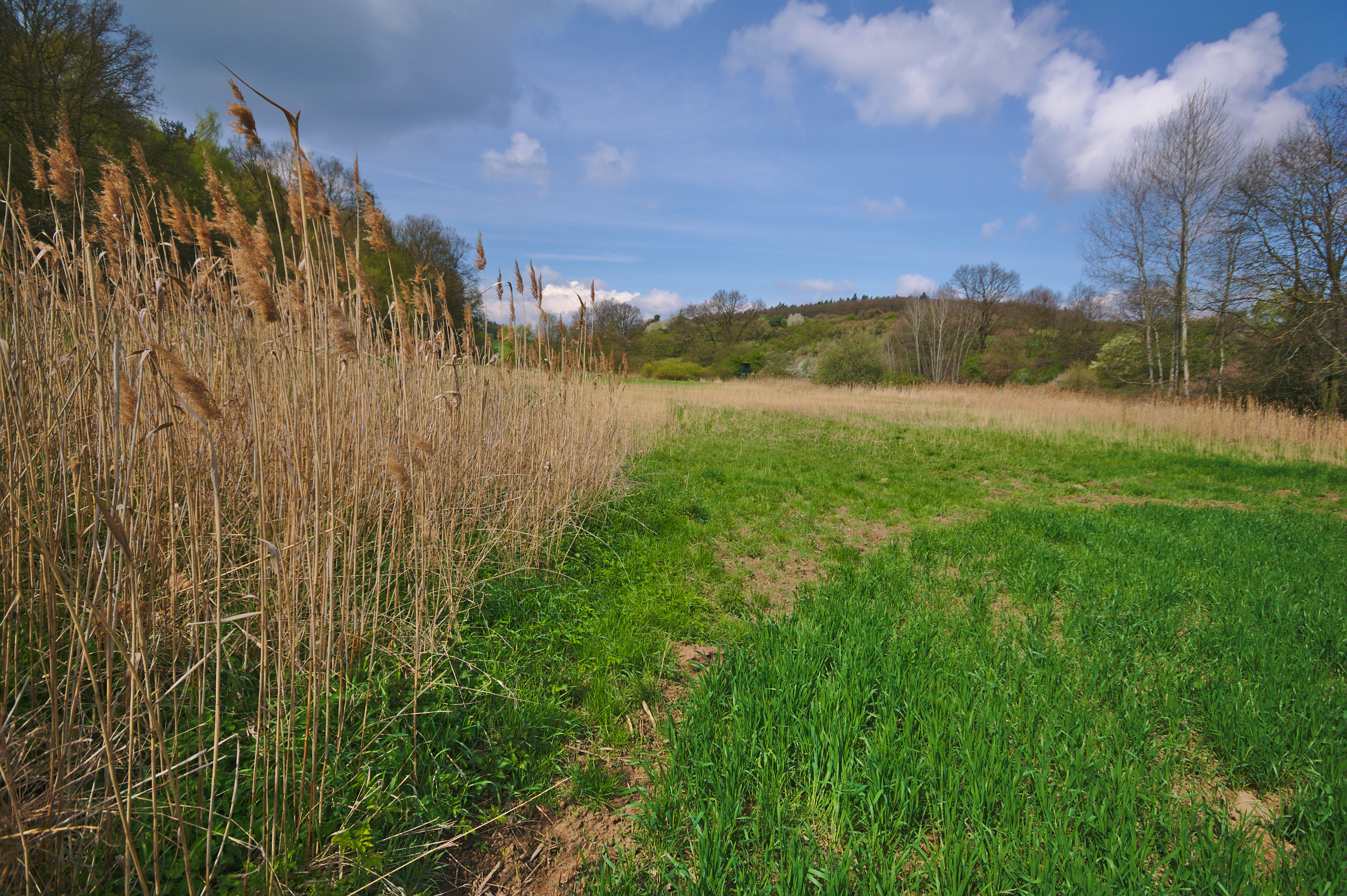
Mokřadní část